# Gran Premio di Francia 1956
Il Gran Premio di Francia 1956 fu la quinta gara della stagione 1956 del Campionato mondiale di Formula 1, disputata il 1º luglio sul Circuito di Reims.
La corsa vide la seconda vittoria consecutiva di Peter Collins su Ferrari, seguito dal compagno di squadra Eugenio Castellotti e dal francese Jean Behra su Maserati.

## Qualifiche
| Pos | N° | Pilota                  | Auto               | Squadra                   | Tempo  | Distacco |
| --- | -- | ----------------------- | ------------------ | ------------------------- | ------ | -------- |
| 1   | 10 | Juan Manuel Fangio      | Ferrari-Lancia D50 | Scuderia Ferrari          | 2:23.3 | -        |
| 2   | 12 | Eugenio Castellotti     | Ferrari-Lancia D50 | Scuderia Ferrari          | 2:24.6 | +1.3     |
| 3   | 14 | Peter Collins           | Ferrari-Lancia D50 | Scuderia Ferrari          | 2:25.6 | +2.3     |
| 4   | 22 | Harry Schell            | Vanwall            | Vandervell Products Ltd.  | 2:26.1 | +2.8     |
| 5   | 26 | Colin Chapman           | Vanwall            | Vandervell products Ltd.  | 2:26.8 | +3.5     |
| 6   | 24 | Mike Hawthorn           | Vanwall            | Vandervell Products Ltd.  | 2:27.0 | +3.7     |
| 7   | 4  | Jean Behra              | Maserati 250F      | Officine Alfieri Maserati | 2:27.8 | +4.5     |
| 8   | 2  | Stirling Moss           | Maserati 250F      | Officine Alfieri Maserati | 2:29.9 | +6.6     |
| 9   | 34 | Alfonso de Portago      | Ferrari-Lancia D50 | Scuderia Ferrari          | 2:30.9 | +7.6     |
| 10  | 38 | Luigi Villoresi         | Maserati 250F      | Luigi Piotti              | 2:33.3 | +10.0    |
| 11  | 44 | Olivier Gendebien       | Ferrari-Lancia D50 | Scuderia Ferrari          | 2:34.5 | +11.2    |
| 12  | 36 | Louis Rosier            | Maserati 250F      | Ecurie Rosier             | 2:35.3 | +12.0    |
| 13  | 8  | Piero Taruffi           | Maserati 250F      | Officine Alfieri Maserati | 2:35.6 | +12.3    |
| 14  | 32 | Hernando da Silva Ramos | Gordini T32        | Ecurie Gordini            | 2:35.9 | +12.6    |
| 15  | 30 | Robert Manzon           | Gordini T32        | Ecurie Gordini            | 2:36.0 | +12.7    |
| 16  | 6  | Cesare Perdisa          | Maserati 250F      | Officine Alfieri Maserati | 2:36.4 | +13.1    |
| 17  | 40 | Paco Godia              | Maserati 250F      | Officine Alfieri Maserati | 2:40.0 | +16.7    |
| 18  | 28 | Maurice Trintignant     | Bugatti T251       | Automobiles Bugatti       | 2:41.9 | +18.6    |
| 19  | 34 | André Pilette           | Gordini T16        | Equipe Gordini            | 2:46.8 | +23.5    |
| 20  | 42 | André Simon             | Maserati 250F      | Privato                   | 2:47.9 | +24.6    |

## Gara
| Pos | N° | Pilota                       | Costruttore | Giri | Tempo/Causa Ritiro | Pos. griglia | Punti |
| --- | -- | ---------------------------- | ----------- | ---- | ------------------ | ------------ | ----- |
| 1   | 14 | Peter Collins                | Ferrari     | 61   | 2:34:23.4          | 3            | 8     |
| 2   | 12 | Eugenio Castellotti          | Ferrari     | 61   | +0.3               | 2            | 6     |
| 3   | 4  | Jean Behra                   | Maserati    | 61   | +1:29.9            | 7            | 4     |
| 4   | 10 | Juan Manuel Fangio           | Ferrari     | 61   | +1:35.1            | 1            | 4     |
| 5   | 6  | Cesare Perdisa Stirling Moss | Maserati    | 59   | +2 Giri            | 13           | 1     |
| 6   | 36 | Louis Rosier                 | Maserati    | 58   | +3 Giri            | 12           |       |
| 7   | 40 | Paco Godia                   | Maserati    | 57   | +4 Giri            | 17           |       |
| 8   | 32 | Hernando da Silva Ramos      | Gordini     | 57   | +4 Giri            | 14           |       |
| 9   | 30 | Robert Manzon                | Gordini     | 56   | +5 Giri            | 15           |       |
| 10  | 24 | Mike Hawthorn Harry Schell   | Vanwall     | 56   | +5 Giri            | 6            |       |
| 11  | 34 | André Pilette                | Gordini     | 55   | +6 Giri            | 19           |       |
| Ret | 42 | André Simon                  | Maserati    | 41   | Motore             | 20           |       |
| Ret | 8  | Piero Taruffi                | Maserati    | 40   | Motore             | 16           |       |
| Ret | 44 | Olivier Gendebien            | Ferrari     | 38   | Frizione           | 11           |       |
| Ret | 38 | Luigi Villoresi              | Maserati    | 23   | Freni              | 10           |       |
| Ret | 16 | Alfonso de Portago           | Ferrari     | 20   | Cambio             | 9            |       |
| Ret | 28 | Maurice Trintignant          | Bugatti     | 18   | Acceleratore       | 18           |       |
| Ret | 2  | Stirling Moss                | Maserati    | 12   | Cambio             | 8            |       |
| Ret | 22 | Harry Schell                 | Vanwall     | 5    | Motore             | 4            |       |
| DNS | 26 | Colin Chapman                | Vanwall     |      | Incidente          | 5            |       |

## Statistiche

### Piloti
- 2ª vittoria per Peter Collins
- 3º e ultimo podio per Eugenio Castellotti
- 1º Gran Premio per Alfonso de Portago
- 1° e unico Gran Premio per Colin Chapman

### Costruttori
- 23° vittoria per la Ferrari
- 1° e unico Gran Premio per la Bugatti

### Motori
- 23° vittoria per il motore Ferrari  (in realtà questo è un Motore V8 costruito dalla Lancia e andrebbe conteggiato Lancia)

### Giri al comando
- Peter Collins (1, 47-48, 50-61)
- Eugenio Castellotti (2-3, 39-46, 49)
- Juan Manuel Fangio (4-38)

## Classifica Mondiale
| Pos | Pilota                  | Punti |
| --- | ----------------------- | ----- |
| 1   | Peter Collins           | 19    |
| 2   | Jean Behra              | 14    |
| 3   | Juan Manuel Fangio      | 13    |
| 4   | Stirling Moss           | 12    |
| 5   | Pat Flaherty            | 8     |
| 6   | Eugenio Castellotti     | 7,5   |
| 7   | Sam Hanks               | 6     |
|     | Paul Frère              | 6     |
| 9   | Mike Hawthorn           | 4     |
|     | Don Freeland            | 4     |
|     | Luigi Musso             | 4     |
| 12  | Harry Schell            | 3     |
|     | Johnnie Parsons         | 3     |
|     | Cesare Perdisa          | 3     |
| 15  | Hernando da Silva Ramos | 2     |
|     | Luigi Villoresi         | 2     |
|     | Dick Rathmann           | 2     |
|     | Olivier Gendebien       | 2     |
| 19  | Chico Landi             | 1,5   |
|     | Gerino Gerini           | 1,5   |
| 21  | Paul Russo              | 1     |